# São Thomé das Letras (kommun)
São Thomé das Letras är en kommun i Brasilien.   Den ligger i delstaten Minas Gerais, i den sydöstra delen av landet, 700 km söder om huvudstaden Brasília. Antalet invånare är 6 655.
Följande samhällen finns i São Thomé das Letras:
- São Thomé das Letras

Omgivningarna runt São Thomé das Letras är huvudsakligen savann. Runt São Thomé das Letras är det glesbefolkat, med 17 invånare per kvadratkilometer.